# Homalopoda
Homalopoda is een geslacht van vliesvleugeligen uit de familie Encyrtidae. De wetenschappelijke naam van dit geslacht is voor het eerst geldig gepubliceerd in 1894 door Howard.

## Soorten
Het geslacht Homalopoda is monotypisch en omvat slechts de volgende soort:
- Homalopoda cristata Howard, 1894

Potentiële nieuwe soort:
- Homalopoda aesira Noyes, 2023
- Homalopoda aibeus Noyes, 2023
- Homalopoda baunos Noyes, 2023
- Homalopoda beatriz Noyes, 2023
- Homalopoda carpha Noyes, 2023
- Homalopoda donatos Noyes, 2023
- Homalopoda onothrix Noyes, 2023
- Homalopoda opsis Noyes, 2023
- Homalopoda rehdera Noyes, 2023

1. ↑  ENCYRTIDAE OF COSTA RICA (HYMENOPTERA: CHALCIDOIDEA), 4, p. 54.